# Gärsnäs–S:t Olofs Järnväg
Gärsnäs–S:t Olofs Järnväg var en 14 kilometer lång normalspårig (1435 mm) järnväg från Gärsnäs vid Simrishamn–Tomelilla Järnväg till S:t Olof vid Ystad–Brösarps Järnväg. Spår och banvall finns kvar som transportspår till museijärnvägen Sankt Olof–Brösarp.

## Historia
I början av 1880-talet byggdes Gärds Härads Järnväg från Karpalund vid Kristianstad–Hässleholms Järnväg till Degeberga. I slutet på 1890-talet byggde Östra Skånes Järnvägar en fortsättning till Brösarp och Ystad–Brösarps Järnväg planerade och byggde en järnväg från Tomelilla till Brösarp. I Ystad bildades den 27 februari 1899 Järnvägsaktiebolaget Gärsnäs–S:t Olofs och aktier tecknades för 190 200 kronor. Bolaget tog över en koncession som medlemmar i Ystads drätselkammare fick den 9 september 1898. Sträckningen ändrades under 1899 från en längd på 12,4 kilometer väster om Gyllebosjön till en längd på 13,9 kilometer om öster om Gyllebosjön och arbetet påbörjades. Järnvägen var färdigbyggd under 1901 men öppnades inte förrän den 22 juni 1902 efter en tvist om anslutningen vid Gärsnäs med Simrishamn–Tomelilla Järnväg och den slutliga avsyningen var i december 1902. Det byggdes två stationer längs järnvägen och en vändskiva i S:t Olof. Den totala byggkostnaden var 615 000 kronor.
Järnvägen hade ekonomiska problem redan från trafikstarten och ägarna ville sälja den. Köparen blev ett av bolagen från Ystad, Ystad–Gärsnäs järnvägsaktiebolag som köpte bolaget den 1 september 1905 för 300 000 kronor. De sammanslagna järnvägarna fick namnet Ystad–Gärsnäs–S:t Olofs Järnväg men bolagsnamnet fortsatte att vara Ystad–Gärsnäs Järnvägsaktiebolag. Ystads stad som ägde en stor del av bolaget blev från den 1 februari 1929 ensam ägare samtidigt som bolagsnamnet ändrades till Ystad–S:t Olofs Järnvägsaktiebolag. Ystad stad sålde järnvägen till Svenska staten, i likhet med de övriga Ystadbanorna (Förvaltningssamarbete mellan Ystad–Eslövs Järnväg, Malmö–Ystads Järnväg, Börringe–Östratorps Järnväg, Ystad–Gärsnäs–S:t Olofs Järnväg, Ystad–Brösarps Järnväg och Ystad–Skivarps Järnväg.) 1 juli 1941 och Statens Järnvägar tog över driften. 

### Fordon
Bolaget köpte 10 godsvagnar inför trafikstarten men lok och personvagnar kom från Ystad–Eslövs Järnväg som hanterade trafiken enligt avtal. 

### Nedläggning
Persontrafiken upphörde den 1 januari 1972. Godstrafik hade enbart körts på begäran sedan 1962 och upphörde helt den 1 februari 1972. Banan revs inte eftersom museiföreningen Skånska Järnvägar sedan 1971 hyrde banan från Statens Järnvägar och äger den sedan 2006.

## Nutid
Skånska Järnvägar äger järnvägen efter att ha köpt den från Simrishamns kommun 2006 som hade ägt den sedan 1994. Samtidigt sålde föreningen en kort sträcka av före detta Östra Skånes Järnvägar norr om Brösarp till kommungränsen mellan Kristianstads- och Simrishamns kommuner till Simrishamns kommun.
Efter två urspårningar under 2008 upphörde all museitrafik på den södra delen av banan, sträckan Sankt Olof–Gärsnäs. Rälsen ligger dock kvar och används för dressincykling och enstaka transporter. På den norra delen, Sankt Olof–Brösarp, går regelbunden museitrafik med ånglok.